# Qiaoxi, Shijiazhuang
Qiaoxi är ett stadsdistrikt i provinshuvudstaden Shijiazhuang i Hebei-provinsen i norra Kina. Det ligger omkring 270 kilometer sydväst om huvudstaden Peking. 